# Volby ve Spojených státech amerických

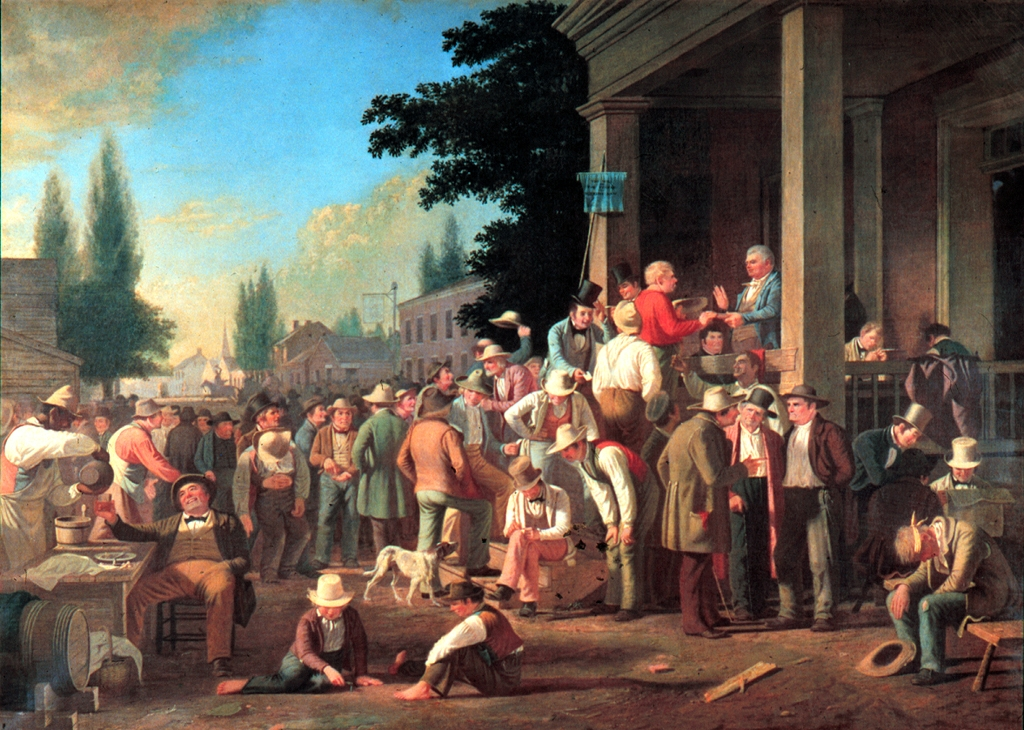
Obraz z r. 1846 ukazuje, jak volební soudce skládá slib voličům

Spojené státy americké jsou federativní ústavní republikou s několika stupni vlády, na kterých se rozhoduje pomocí hlasování. Volby ve Spojených státech amerických tak probíhají na federální, státní a místní úrovni a také v indiánských rezervacích. Podle studie politoložky Jennifer Lawless bylo v roce 2012 v celých Spojených státech amerických 519 682 zvolených úředníků.
Na národní úrovni hlavu státu, prezident a společně sním i viceprezident, jsou voleni nepřímo prostřednictvím sboru volitelů. V moderní době volitelé vždy volí podle výsledku hlasování v jejich státě. Také všichni členové federálního zákonodárného sboru, Kongresu Spojených států, jsou voleni přímo. Na úrovni jednotlivých států je mnoho volených funkcionářů – každý stát má minimálně jednoho voleného guvernéra a zákonodárný sbor. Dále jsou volení funkcionáři na místní úrovni v okresech a ve městech. Odhaduje se, že v celé zemi se v každém volebním období obsazuje více než milion funkcionářů.
Volby reguluje jak federální, tak státní právo. Ústava USA definuje v prvním a druhém článku a v přílohách k ústavě v základním rozsahu, jak se volí federálně. Státní legislativa reguluje většinu aspektů volebního práva včetně vnitrostranických primárek, voličského práva, průběhu shromáždění volitelů daného státu a průběhu státních a místních voleb. Sporné je vždy financování voleb kvůli tomu, že základem pokrytí nákladů na volební kampaň jsou soukromé zdroje, zejména na federální úrovni.
Omezení rozsahu nákladů v prezidentských primárkách a volbách bylo zavedeno v roce 1974. Federální volební komise, ustavená přílohou zákona o federální volební kampani, odpovídá za otevřenost informací o financování volebních kampaní k prosazení zákona v oblasti omezení příspěvků a dohlíží na veřejné financování samotných prezidentských voleb. Federální vládě zase ukládá zákon o voličské registraci z roku 1993 dbát na zvýšení přístupu a účasti voličů.

## Hlasování

### Metoda

Volební systémy používané v jednotlivých státech:
Systém relativní většiny („První v cíli“)
Dvoukolový volební systém
Preferenční hlasování (IRV)
Tzv. Louisianské primárky
Nestranické primárky, druhé kolo pro dva nejúspěšnější kandidáty
Nestranické primárky, čtyři nejúspěšnější kandidáti postupují do preferenčního hlasování

Volí se metodou „první na cílové pásce“ (anglicky first-past-the-post), kdy je zvolen kandidát s nejvyšším počtem hlasů. U prezidentského sboru volitelů strana s největším počtem hlasů získává celý počet volitelů připadající danému státu. Není podmínkou, že musí úspěšný kandidát nebo strana získat většinu hlasů (50 % nebo víc). Počet křesel není přímo úměrný počtu hlasů. Také není požadováno minimální kvorum hlasujících voličů – často bývá účast pod 50 % oprávněných voličů.

### Hlasovací právo
Oprávnění jednotlivce hlasovat ve volbách je dáno ústavou a určeno zákonem na státní úrovni. Ústavní stav znemožňuje toto právo odříci, a to podle 15. (rasa a barva), 19. (pohlaví) a 26. (věk nad 18 let) dodatku ústavy USA. Mimo toto omezení odpovídá za stanovení hlasovacího práva státní legislativa. Některé státy vyloučily odsouzené vězně, těžké zločince z voleb na určitou dobu anebo na neurčito. Počet dospělých Američanů, kteří jsou zbaveni volebního práva pro těžké zločiny se odhaduje na 5,3 milionů. Některé státy mají dále svá konstituční ustanovení vyřazující z voleb „duševně nemocné“ nebo „slaboduché“ (anglicky idiots); obecně jsou považována za zastaralá a uvažuje se o jejich revizi nebo odstranění.

### Zápis voličů
Všechny státy kromě Severní Dakoty vyžadují, aby se občané k volbám zapsali. Některé z nich dovolují občanům registraci až v den voleb. Tradičně se voliči museli registrovat na úřadech státu, ale v polovině 90. let 20. století prosadila federální vláda usnadnění zápisu v zájmu zvýšení volební účasti. Národní (tj. federální) zákon o registraci voličů z roku 1993 zavazuje vlády států k přijetí určitých federálních typů financí, aby zjednodušily zapisování pomocí poskytování jednotného typu zapisovacích služeb ve střediscích zápisu podle řidičských průkazů, střediscích pro zdravotně postižené, školách, knihovnách a na poštách. Státy umožňující zápis v den voleb tomuto zákonu nepodléhají. Jsou to tyto státy: Idaho, Minnesota, New Hampshire, Severní Dakota, Wisconsin a Wyoming.

## Volby na federální úrovni
Na federální úrovni existují omezení počtu volebních období pouze pro úřad prezidenta, který je dán dvacátým druhým dodatkem. Viceprezidentem je možné být zvolen bez omezení. Dlouhodobě probíhá také diskuze o zavedení omezení počtu volebních období pro členy Kongresu.
Každé čtyři roky se koná po celých Spojených státech v úterý po prvním listopadovém pondělí v takzvaný Volební den, kdy se kromě voleb prezidentských a sněmovních zároveň koná mnoho federálních, státních a místních voleb a referend zároveň (všechny tyto volby bývají sdruženy do jednoho volebního lístku). Sněmovní volby, které se konají uprostřed prezidentského volebního období se nazývají mid-terms.
Mnohé státy umožňují (u všech druhů voleb,) odevzdat hlas před hlavním volebním dnem. Doba, během níž je možné odevzdat předčasné hlasy, se mezi státy, které ji umožňují, liší a sahá od čtyř do padesáti dnů před hlavním dnem voleb. Takové hlasy je možné odevzdat to buď osobně nebo poštou nebo vhozením do zvláštních schránek. Některé státy umožňují uznávat poštovní hlasy, které dorazí i po volebním dnu, pokud jsou opatřeny poštovním razítkem nejdéle v den voleb.
Na federální úrovni nedochází k přímé volbě soudců ani členů vlády. Členy vlády a soudci Nejvyššího soudu a dalších federálních soudů se stávají ti prezidentem navržení kandidáti po schválení hlasováním v Senátu. Soudci jsou jmenováni doživotně, pokud nerezignují nebo nejsou odvoláni procesem impeachmentu.
Ústava Spojených států amerických neuvádí žádný postup pro konání národního referenda nebo lidové iniciativy. Veškerá hlasování tohoto typu se tak omezují pouze na některé státy a místní samosprávy.

### Volby prezidenta a viceprezidenta

Mapa státu dle počtu hlasů volitelů

Volba prezidenta USA je volební proces, jímž je vybrán představitel federální výkonné moci ve Spojených státech amerických. Podle znění federální ústavy není prezident zvolen přímo občany Spojených států, nýbrž voliteli, kteří jsou pro potřeby volby ustanoveni v každém z členských států federace způsobem, který si stanoví příslušný stát, a jejichž počet se odvíjí od lidnatosti daného státu. V současné době občané-voliči prostřednictvím volebních lístků hlasují přímo pro kandidáty na prezidenta a následně se v každém státě sejdou volitelé a až na výjimky odevzdají hlas tomu kandidátovi na prezidenta, který v daném státě obdržel nejvíc hlasů voličů. Z formálního hlediska se tedy jedná o nepřímou volbu.
Volba prezidenta je silně decentralizovaný proces. Federální ústava předepisuje jen některé náležitosti volby, z větší části je průběh volby řízen jednotlivými státy federace a volba tak nemá na celém území USA stejnou podobu.
Způsob volby prezidenta Spojených států je popsán v článku 2 původního (z roku 1787) znění ústavy Spojených států. Volba je svěřena volitelům, přičemž každému státu náleží tolik volitelů, jaký je počet jeho zástupců ve federálním parlamentu. Je ponecháno na členských státech, jakým způsobem a koho učiní volitelem; ústava pouze zakazuje, aby jím byl držitel některého (i čestného) federálního úřadu. Volitelé se sejdou v rámci svých států (ten má být na celém území Spojených států stejný) a vyberou svého kandidáta na prezidenta. Seznamy vybraných kandidátů jsou pak zaslány do senátu federálního parlamentu, kde jsou hlasy sečteny; prezidentem se stane ten, kdo získal hlasy nadpoloviční většiny volitelů. Nemá-li nikdo většinu volitelů, senát zvolí prezidenta z kandidátů s nejvyšším počtem hlasů (to se stalo v letech 1800 a 1824).
V původním ustanovení měl každý volitel odevzdat dva hlasy, přičemž kandidát s druhým nejvyšším počtem hlasů se měl stát viceprezidentem. Dvanáctý dodatek k ústavě z roku 1804 upřesnil, že volitelé mají odevzdat hlas zvlášť pro prezidenta a zvlášť pro viceprezidenta a stanovil také volbu viceprezidenta senátem pro případ nedostatku většiny hlasů od volitelů (to nastalo v roce 1836). Zároveň jeden z obou volitelem navrhovaných kandidátů musí být z jiného státu než sám volitel.
Kandidovat na prezidenta může každý občan Spojených států, který získal občanství Spojených států narozením, je aspoň 35 let starý a nejméně 14 roků pobýval na území Spojených států.
Text ústavy z roku 1787 nestanovoval žádné omezení, kolikrát může být občan Spojených států zvolen prezidentem, nicméně od dob prvního prezidenta George Washingtona se vžila zvyklost zastávat nejvýš dvě funkční období. Poté, co byl v letech 1932 až 1944 Franklin Delano Roosevelt zvolen čtyřikrát po sobě, byl přijat v roce 1951 dvacátý druhý dodatek ústavy omezující počet funkčních období na dvě a nejvýše deset let v úřadu.
Způsobilost volit prezidenta USA (stejně jako volit poslance federálního parlamentu) není v původním textu federální ústavy z roku 1787 nijak stanovena, byla tedy ponechána čistě na vůli členských států. Patnáctý dodatek z roku 1870 zajistil hlasovací právo všem mužům bez ohledu na barvu pleti, devatenáctý dodatek z roku 1920 udělil hlasovací právo ženám, dvacátý čtvrtý dodatek z roku 1964 zakázal podmiňovat volební právo nezaplacením jakékoli daně a dvacátý šestý dodatek ústavy z roku 1971 snížil spodní věk voličů na osmnáct roků. Jakékoli jiné podmínky účasti občanů na volbě jsou záležitostí členských států (v některých z nich je tedy například právo volby odepřeno těžkým zločincům).
- Volby prezidenta USA 1788–1789
- Volby prezidenta USA 1792
- Volby prezidenta USA 1796
- Volby prezidenta USA 1800
- Volby prezidenta USA 1804
- Volby prezidenta USA 1808
- Volby prezidenta USA 1812
- Volby prezidenta USA 1816
- Volby prezidenta USA 1820
- Volby prezidenta USA 1824
- Volby prezidenta USA 1828
- Volby prezidenta USA 1832
- Volby prezidenta USA 1836
- Volby prezidenta USA 1840
- Volby prezidenta USA 1844
- Volby prezidenta USA 1848
- Volby prezidenta USA 1852
- Volby prezidenta USA 1856
- Volby prezidenta USA 1860
- Volby prezidenta USA 1864
- Volby prezidenta USA 1868
- Volby prezidenta USA 1872
- Volby prezidenta USA 1876
- Volby prezidenta USA 1880
- Volby prezidenta USA 1884
- Volby prezidenta USA 1888
- Volby prezidenta USA 1892
- Volby prezidenta USA 1896
- Volby prezidenta USA 1900
- Volby prezidenta USA 1904
- Volby prezidenta USA 1908
- Volby prezidenta USA 1912
- Volby prezidenta USA 1916
- Volby prezidenta USA 1920
- Volby prezidenta USA 1924
- Volby prezidenta USA 1928
- Volby prezidenta USA 1932
- Volby prezidenta USA 1936
- Volby prezidenta USA 1940
- Volby prezidenta USA 1944
- Volby prezidenta USA 1948
- Volby prezidenta USA 1952
- Volby prezidenta USA 1956
- Volby prezidenta USA 1960
- Volby prezidenta USA 1964
- Volby prezidenta USA 1968
- Volby prezidenta USA 1972
- Volby prezidenta USA 1976
- Volby prezidenta USA 1980
- Volby prezidenta USA 1984
- Volby prezidenta USA 1988
- Volby prezidenta USA 1992
- Volby prezidenta USA 1996
- Volby prezidenta USA 2000
- Volby prezidenta USA 2004
- Volby prezidenta USA 2008
- Volby prezidenta USA 2012
- Volby prezidenta USA 2016
- Volby prezidenta USA 2020

### Volby do Sněmovny reprezentantů

Mapa volebních obvodů pro volby do Sněmovny reprezentantů

Volby do Sněmovny reprezentantů se konají každé dva roky (na tzv. volební superúterý), jsou přímé a uskutečňují se v jednomandátových volebních okrscích o velikosti přibližně 530 000 obyvatel, které se upravují dle sčítání obyvatel každých deset let. Kandidát do Sněmovny reprezentantů musí dosáhnout věku nejméně 25 let, být občanem Spojených států po dobu nejméně 7 let a zákonným rezidentem státu, ve kterém kandiduje. Celkový počet reprezentantů byl roku 1911 stanoven na 435. Každý stát unie má minimálně jednoho zástupce, lidnatější státy se pak proporčně dělí o zbytek křesel, v závislosti na počtu obyvatel. Pouze jediného zástupce, který je volen za celé území daného státu (angl. at-large) má sedm nejméně lidnatých států (Aljaška, Delaware, Severní Dakota, Jižní Dakota, Vermont, Wyoming). Naopak nejlidnatější stát Kalifornie má 52 reprezentantů (stav k roku 2020).
Krátké funkční období bylo koncipováno kvůli co nejvyšší kontrole voličů nad poslanci. Pokud během volebního období dojde k uprázdnění mandátu (např. z důvodu rezignace nebo úmrtí) musí se dle Ústavy konat v daném volebním obvodu doplňovací volby (angl. special election). Náhradník zvolený v doplňovacích volbách se ujme úřadu, následujícího dne nebo po certifikaci výsledků a to do konce původního dvouletého volebního období.
Teritorium hlavního města Washington, D.C. (v letech 1871–75, znovu od 1970), samosprávná teritoria Guam (od 1970), Americká Samoa (od 1978), Americké Panenské ostrovy (od 1973) a přidružené státy Portoriko (od 1901) a Severní Mariany (od 2009) mají ve Sněmovně reprezentantů po jednom zástupci, který ale nedisponuje hlasovacím právem. Tito zástupci jsou označování jako delegáti a jsou voleni každé dva roky, kromě zástupce Portorika (označován jako resident commissioner), který je volen na čtyřleté období.

### Volby do Senátu

Výsledek voleb do Senátorů v roce 2020 (skupina II):
Mandát získaný Demokratem
Mandát obhájený Demokratem
Mandát získaný Republikánem
Mandát obhájený Republikánem

Každý z 50 států Unie má v Senátu dva své zástupce, což zaručuje vzájemnou rovnost států na základě tzv. Connecticutského kompromisu. Podle sedmnáctého dodatku Ústavy z roku 1913 je každý senátor volen v domovském státu přímo, na šestileté období, přičemž každý sudý rok se obmění třetina senátorů (skupiny I, II, III). Do roku 1913 byly senátoři voleni nepřímo parlamenty jednotlivých států, nicméně některé státy již před přijetím ústavního dodatku zavedly přímou volbu, jako první tak učinil Oregon v roce 1908. Kandidát do Senátu musí dosáhnout věku nejméně 30 let, být občanem Spojených států po dobu nejméně 9 let a zákonným rezidentem státu, ve kterém kandiduje.
Dojde-li k uprázdnění senátorského mandátu (např. z důvodu rezignace nebo úmrtí senátora), ukládá Sedmnáctý dodatek ústavy výkonné moci jednotlivých států resp. guvernérům vyhlásit doplňovací volby (angl. special election). Senátor zvolený v doplňovacích volbách se ujme úřadu co nejdříve a to do konce volebního období senátora, kterého nahrazuje. Stejný ústavní dodatek dále umožňuje parlamentům jednotlivých států dát guvernérům pravomoc na uvolněný post dočasně jmenovat senátora do uskutečnění doplňovacích nebo jiných celostátních voleb:
- Severní Dakota, Oklahoma, Oregon, Rhode Island a Wisconsin neumožňují guvernérům jmenování náhradníka a vyžadují přímo doplňovací volby,
- Alabama, Aljaška, Connecticut, Louisiana, Massachusetts, Mississippi, Texas, Vermont a Washington umožňují guvernérům jmenování náhradníka, ale vyžadují konání doplňovacích voleb v brzkém termínu,
- 36 států umožňuje jmenování dočasného senátora guvernérům, přičemž jím jmenovaný senátor se ujme svého úřadu do konce řádného mandátu nebo do nejbližších celostátních voleb.
  - Ve státech Arizona, Havaj, Severní Karolína, Maryland, Utah a Wyoming musí guvernér jmenovat náhradního senátora ze stejné strany jako byl poslední řádně zvolený senátor.

## Volby na úrovni států a teritorií
Státní moc v jednotlivých státech (a začleněných organizovaných teritoriích) je vytvořena podle federálního modelu. Státní moc je rozdělena na moc výkonnou (tvořenou guvernérem a státní vládou, přičemž vždy je přímo volen minimálně guvernér), zákonodárnou (tvořená přímo voleným parlamentem, kromě Nebrasky dvoukomorovým) a mocí soudní (tvořenou nejvyšším soudem a dalšími nižšími soudy, dosazování soudců do jejich funkcí se liší dle státu). Na rozdíl od federální úrovně je ve většině států možné využít některý z prvků přímé demokracie např. ve formě lidové zákonodárné iniciativy nebo referenda.
Následující státy umožňují odvolací volby zvolených státních úředníků:
- Aljaška
- Arizona
- Kalifornie
- Colorado
- Georgie
- Idaho
- Illinois
- Kansas
- Louisiana
- Michigan
- Minnesota
- Montana
- Nevada
- New Jersey
- Severní Dakota
- Oregon
- Rhode Island
- Washington
- Wisconsin

### Volby guvernérů a viceguvernérů

Omezení počtu funkčních období guvernérů (2023):
Bez omezení (čtyřletý mandát)
Bez omezení (dvouletý mandát)
Jedno (kandidatura poté možná po 4 letech)
Dvě (kandidatura poté možná po 4 letech)
Dvě (možné 8 let za období 12 let)
Dvě (možné 8 let za období 16 let)
Dvě (absolutní omezení)

Hlavou každého státu a zároveň jeho moci výkonné je přímo volený guvernér, který je volen na čtyřleté období. Výjimku tvoří novoanglické státy Vermont a New Hampshire, ve kterých jsou guvernéři voleni na dvouleté období (každý lichý rok).
Na území hlavního města Washington, D.C. zastává od roku 1973 obdobou funkci přímo volený starosta, jehož funkční období je čtyřleté (bez omezení počtu funkčních období). Obdobě jako státy mají na čtyřleté období přímo voleného guvernéra i samosprávná teritoria: Guam (od 1971), Americká Samoa (od 1970), Americké Panenské ostrovy (od 1973) a přidružené státy Portoriko (od 1948) a Severní Mariany (od 1977).
Minimální věkovou hranici pro výkon funkce guvernéra má většina státu stanovenu na 30 let, o rok více je vyžadováno v Oklahomě. Nižší věkový limit 25 let mají nastaveny státy: Arizona, Illinois, Louisiana, Minnesota, Montana a Nevada. 21 let postačuje v Jižní Dakotě a 18 let v Ohiu. Žádný věkový limit nemají stanoven státy Kalifornie, Kansas, Rhode Island, Vermont a Wisconsin. Státy se dále liší v minimálních požadavcích kandidáta na post guvernéra dle: délky po kterou je americkým občanem, dobu po kterou má v daném státu trvalý pobyt, po jak dlouhou dobu musí být registrovaným voličem, atd.
38 států a čtveřice teritorií (Severní Mariany, Guam, Americká Samoa, Americké Panenské ostrovy) omezuje ve svých ústavách, popř. zákonech, počet funkčních období, které mohou guvernéři vykonávat. Zbylé státy, stejně tak jako Portoriko a úřad starosty Washingtonu, D.C. nemají omezen počet funkčních období pro hlavy výkonné moci:
- Virginie neumožňuje úřadujícímu guvernérovi kandidovat na přímo následující volební období. Bývalí guvernéři mohou opět kandidovat po čtyřech letech mimo úřad. Tuto úpravu měly původně také státy Mississippi a Kentucky.[6]
- Guvernéři ve státech Alabama, Aljaška, Arizona, Colorado, Jižní Dakota, Florida, Georgie, Havaj, Kansas, Kentucky, Louisiana, Maine, Maryland, Nebraska, New Jersey, Neové Mexiko, Severní Karolína, Jižní Karolína, Ohio, Pensylvánie, Rhode Island, Tennessee, Západní Virginie a teritoriích Americká Samoa, Guam a Americké Panenské ostrovy mohou vykonávat dvě po sobě jdoucí funkční období a poté musí být minimálně 4 roky mimo úřad, aby mohli znovu kandidovat na další období .
- Guvernéři Indiany a Oregonu mohou vykonávat úřad maximálně 8 let během 12 let. Obdobně mohou úřad vykonávat maximálně 8 let během 16 let guvernéři v Montaně a Wyomingu.
- Guvernéři Arkansasu, Kalifornie, Delaware, Michiganu, Mississippi, Missouri, Nevadě, Oklahomy a Severních Marian jsou ve výkonu svého úřadu omezeni stejně jako prezidenti unie, tj. na maximálně dvě funkční období.
- Guvernéři New Hampshire a Vermontu mohou vykonávat neomezený počet dvouletých funkčních období.
- Guvernéři ostatních států a teritorií mohou vykonávat neomezený počet čtyřletých funkčních období. K těmto státům patří i Utah, ve kterém byl guvernér omezen na tři funkční období, ale toto omezení bylo zrušeno v roce 2003.

Metody volby viceguvernérů:
Společná kandidátka
Společná kandidátka, rozdílné primárky
Samostatné volby
Viceguvernér volen senátem
Úřad neexistuje

Všechny státy kromě Arizony, Maine, New Hampshire, Oregonu a Wyomingu mají pozici tzv. viceguvernéra (angl. lieutenant governor), který zastupuje guvernéra a vykonává jeho pravomoce ho v případě, že toho sám guvernér není schopen resp. nahrazuje ho v úřadu v případě úmrtí, rezignace nebo odvolání z úřadu (v Massachusetts a Západní Virginii nenahrazuje guvernéra, pouze převezme výkon jeho pravomocí). Jedná se o druhý nejvyšší úřad v daném státu po guvernérovi a někteří viceguvernéři často předsedají horním komorám státních parlamentů, obdobě jako viceprezident je formálně předsedou federálního Senátu a stejně tak i oni mohou hlasovat pouze při rovnosti hlasů. Pravomoce a povinnosti viceguvernérů se liší stát od státu (mimo států které tento úřad vůbec nemají). Ve státech, které nemají úřad viceguvernéra nastupuje na uprázdněný post guvernéra státní tajemník jako první osoba v řadě nástupnictví, pokud jde o přímo volenou funkci. V Maine a New Hampshire v tomto případě nastupuje předseda státního Senátu.
Vztah guvernéra a viceguvernéra se liší stát od státu. Proto existuje více metod pro obsazení postu viceguvernéra:
- V 18 státech jsou guvernér a viceguvernér voleni na společné stranické kandidátce a kandidát na úřad guvernéra si vybírá svého kandidáta na viceguvernéra (stejně jako prezident a viceprezident):
  - Kandidát na guvernéra si spolukandidáta vybírá před primárkami v Illinois, Kansasu, Kentucky, Marylandu, Minnesotě, Severní Dakotě, Ohiu a Utahu.
  - Kandidát na guvernéra si spolukandidáta vybírá po primárkách v Coloradu, na Floridě, Indianě, Iowě, Michiganu, Montaně, Nebrasce, New Jersey, Jižní Karolíně a Jižní Dakotě.
- V 8 státech jsou guvernér a viceguvernér voleni na společné stranické kandidátce, ale každý je vítězem vlastních primárek:
  - Aljaška, Connecticut, Havaj, Massachusetts, Nové Mexiko, New York, Pensylvánie a Wisconsin.
- V 17 státech jsou guvernér a viceguvernér voleni samostatně, což může vést k obsazení obou úřadů členy rozdílých politických stran:
  - Alabama, Arkansas, Kalifornie, Delaware, Georgie, Idaho, Louisiana, Mississippi, Missouri, Nevada, Severní Dakotě, Severní Karolína, Oklahoma, Rhode Island, Texas, Vermont, Virginie a Washington.
- V Tennessee a Západní Virginii volí viceguvernéra horní komora parlamentu (Senát), což může vést k obsazení obou úřadů členy rozdílých politických stran.
- Státy Arizona, Maine, New Hampshire, Oregon a Wyoming úřad viceguvernéra nemají.

### Volby dalších členů státní výkonné moci

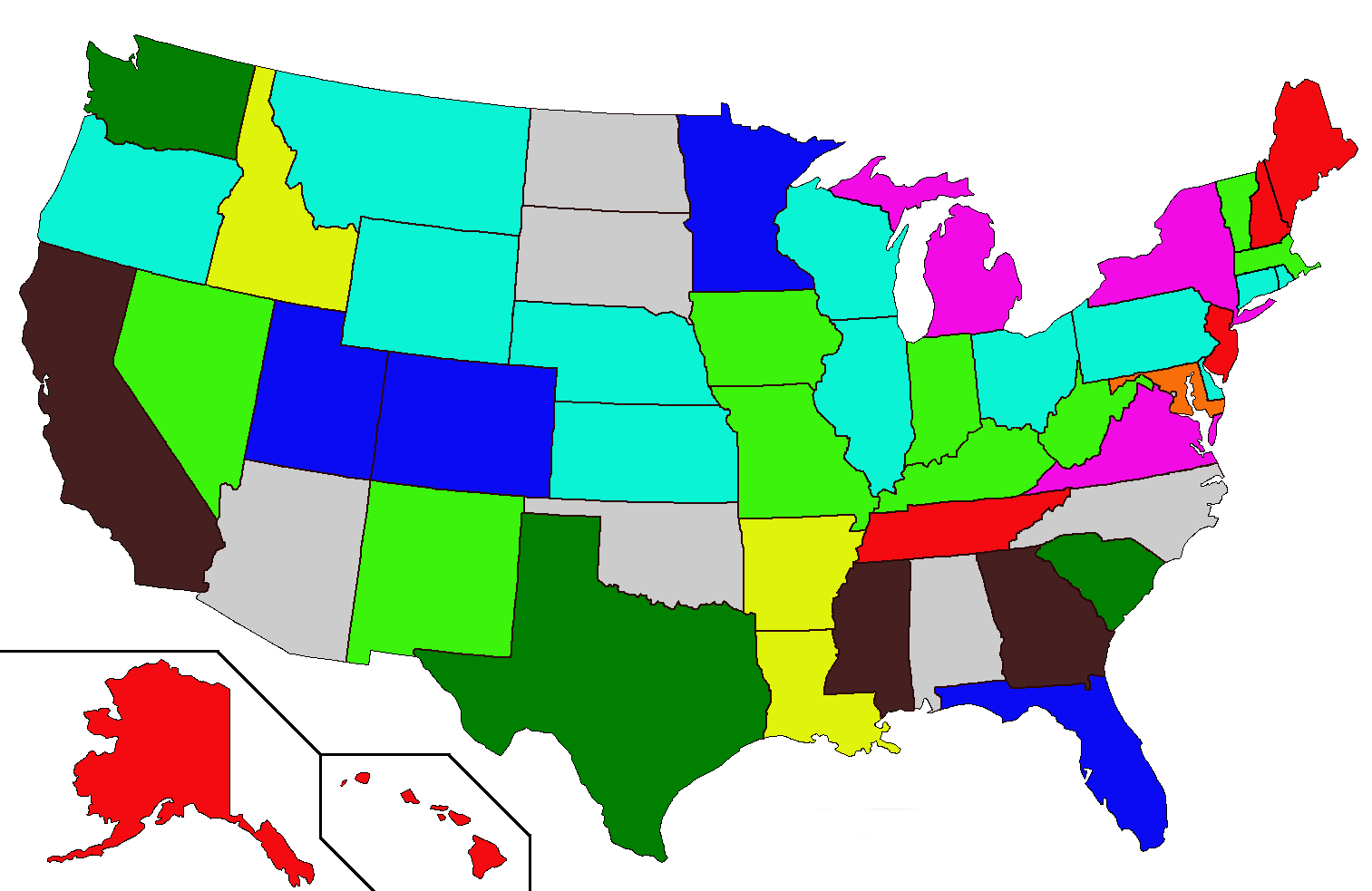
Počet celostátně volených ústavních činitelů v jedn. státech (vyjma soudců a guvernérů):
1
2
3
4
5
6
7
8
9
10 a více

Kromě hlavního představitele moci výkonné, guvernéra a viceguvernéra (pokud tato pozice v daném státu existuje) je ve většině států (popř. teritoriích) několik dalších ústavních činitelů, patřících k výkonné moci, kteří jsou voleni v celostátních volbách:
- Státní generální prokurátor (angl. state attorney general, v některých státech obdoba ministra spravedlnosti) – volen na čtyřleté období ve 43 státech (ve Vermontu pouze na dva roky), ve zbylých státech:
  - ve státech Aljaška, Havaj, New Hampshire, New Jersey a Wyoming jsou jmenováni guvernérem,
  - v Tennessee je jmenován Nejvyšším soudem státu Tennessee na dobu 8 let,
  - v Maine je volen na dvouleté období parlamentem,
  - ve Washington, D.C. a samosprávných teritoriích Guam a Severní Mariany je volen na čtyřleté období,
  - na Americké Samoe, amerických Panenských ostrovech a Portoriku je jmenován guvernérem
- Státní tajemník (angl. secretary of state) – volen ve 35 státech, zpravidla na čtyřleté období, odlisně je pozice obsazena takto:
  - kandidát vybraný guvernérem je jmenován po potvrzení státním Senátem: Florida, Oklahoma, Texas a Virginie,
  - volen parlamentem na společné schůzi obou komor: Tennessee (na čtyřleté období), Maine a New Hampshire (na dvouleté období),
  - státy Aljaška, Havaj a Utah funkci státního tajemníka nemají
- Státní pokladník (angl. state treasurer) – funkce obdobná ministru financí existuje ve 48 státech, ve 37 z nich je volen přímo občany, ve zbylých případech:
  - státy New York a Texas funkci státního pokladníka nemají resp. ji zrušily a nahradily jiným úřadem,
  - jmenován guvernérem: Aljaška, Georgie, Havaj, Michigan, Minnesota, Montana, New Jersey, Virginie, Washington, D.C. (jmenován starostou), Americká Samoa, Portoriko, Americké Panenské ostrovy, Guam a Severní Mariany
  - volen parlamentem: Maine, Maryland, New Hampshire a Tennessee
- Státní auditor (angl. state auditor, state comptroller, state controller) – v 16 státech je auditor jmenován guvernérem nebo parlamentem, ve 34 státech jde o funkci volenou (Alabama, Arkansas, Severní Dakota, Jižní Dakota, Delaware, Indiana, Iowa, Severní Karolína, Kentucky, Massachusetts, Minnesota, Mississippi, Missouri, Montana, Nebraska, Nové Mexiko, Ohio, Oklahoma, Pensylvánie, Utah, Západní Virginie, Vermont, Washington, Wyoming a teritorium Guam)
- Hlavní státní školní inspektor (angl. superintendent of public instruction) – Arizona, Idaho, Kalifornie, Georgie, Montana, Oklahoma, Severní Karolína, Washington, Wisconsin, Wyoming
- Komisař pro zemědělství (angl. agriculture commissioner, director of agriculture nebo secretary of agriculture) odpovídá funkci ministra zemědělství a jeho pravomoci se liší dle státu. Funkce je v některých státech bezpartijní. O volenou funkci jde ve státech Alabama, Severní Dakota, Florida, Georgie, Iowa, Severní Karolína, Jižní Karolína, Kentucky, Louisiana, Mississippi a Texas
- Komisař pro pojišťovnictví (angl. state attorney general) je úřad zabývající se regulací pojišťovnictví a jeho pravomoci se liší dle státu. Ve většině států jde o funkci obsazenou jmenováním, o volenou funkci se jedná ve státech Delaware, Severní Dakota, Georgie, Kansas, Kalifornie, Severní Karolína, Louisiana, Mississippi, Oklahoma, Washington a amerických Panenských ostrovech
- Komisař práce (angl. labor commissioner) je volenou funkcí ve státech Georgie, Oklahoma, Oregon a Severní Karolína
- Komisař pro veřejný majetek (angl. land commissioner, commissioner of public lands) – Arkansas, Jižní Dakota, Iowa, Nové Mexiko, Texas a Washington
- Arizonský státní důlní inspektor (angl. Arizona state mine inspector) je volen na čtyřleté období. Arizona je jediným státem ve kterém je pozice obsazena přímou volbou.

### Volby do zákonodárných sborů
Ve všech státech dochází k přímé volbě členů legislativní větve státní moci. Všechny státy mají dvoukomorové parlamenty, kromě Nebrasky která má od roku 1936 pouze jedinu komoru Senát, který je formálně bezpartijní. Většina státu neomezuje počet volebních období, které může zákonodárce vykonávat. Menšina těch států, které takové omezení mají je aplikuje pro obě komory (většinou v obdobné délce nebo počtu pro obě komory). Státy se také liší v délce pobytu ve státu pro kandidáty do sněmovny nebo senátu a také délku pobytu kandidáta v obvobu ve kterém kandiduje, popř. také v otázce občanství resp. min. délky jeho trvání. Pouze minimum států má tyto požadavky přísnější pro kandidáty do horní komory.
Dolní komory státních parlamentů (většinou nazývané Sněmovna reprezentantů) jsou zpravidla početnější (dvou až čtyřnásobně) a zpravidla mají výlučné právo iniciovat daňové zákony a proces impeachmentu státních funkcionářů. Reprezentanti jsou voleni na dvouleté období (výjimečně čtyřleté) v jednomandátových obvodech o přibližně stejně velké populaci. Požadavky na minimální věk poslance se liší mezi jednotlivými státy (18 až 25 let).
Horní komory státních parlamentů shodně nesou název Senát a jsou méně početné. Senátoři jsou voleni na čtyřleté období (výjimečně pak dvouleté) v jednomandátových volebních obvodech o přibližně stejně velké populaci (zpravidla větší než v případě dolní komory). Původně byla většina horních komor jednotlivých států, vytvořené podle vzoru federálního Senátu. Senátoři reprezentovali správní celky (např. okresy) bez ohledu na jejich populaci. Toto bylo změněno roku 1964, kdy federální Nejvyšší soud v případu Reynolds proti Simsovi rozhodl, že takto fungující parlamentní komory odporují zásadě jeden volič, jeden hlas (na rozdíl od federálního Senátu, který je tak definován přímo v Ústavě). Požadavky na minimální věk senátorů se liší mezi jednotlivými státy (18 až 30 let), polovina států má minimální věk stejný pro poslance i senátory, Ohio, Severní Dakota a Vermont nemají požadavky na minimální věk zákonodárců a zbylé státy mají nastaven vyšší minimální věk pro senátory než pro poslance.

### Volby představitelů moci soudní

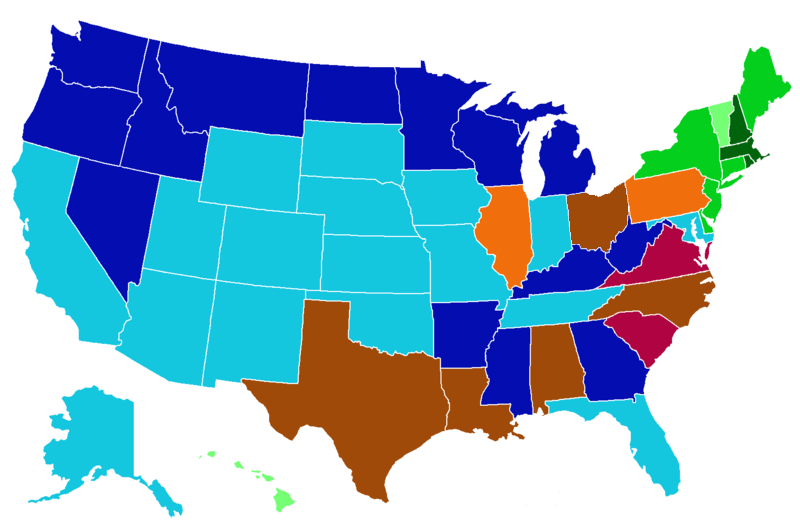
Metody výběru soudců nejvyšších soudů dle států
Jmenováni guvernérem (na jedno období vč. doživotních)
Jmenováni guvernérem (opakovaně)
Jmenováni guvernérem, jiný orgán potvrzuje na další období
Jmenování guvernérem, následované potvrzovacími (odvolacími) volbami
Jmenováni parlamenty
Nestranické volby
Stranické volby
Stranické volby, následované potvrzovacími (odvolacími) volbami

Soudci státních nejvyšších soudů jsou do svých funkcí ustanoveni odlišně v různých státech. Nejčastější metodou je tzv. missourský plán, kdy je na uprázdněnou pozici nový soudce jmenován guvernérem ze seznamu kandidátů, který je vytvořen bezpartijní komisí. Na konci období ve kterém byl jmenován nebo při nejbližších volbách je pak voličům v tzv. potvrzovacích volbách (angl. retention elections) položena otázka, zda si přejí setrvání soudce v úřadu. Pokud pro soudce hlasovala většina voličů, uspěje a je potvrzen pro celé další období. Druhou nejčastější metodou je volba soudců v bezpartijních volbách. Dalšími rozšířenými metodami jsou stranické volby a jmenování soudců guvernéry. V Jižní Karolíně a Virginii volí soudce parlamenty. Některé státy využívají kombinace předchozích metod. Například ve Vermontu je nejprve soudce jmenován guvernérem, ale parlament má pravomoc potvrdit nebo nepotvrdit soudce pro další období.
Všechny státy včetně teritoria Washingtonu, D.C. mají jednu či více možností jak odvolat soudce před koncem jeho funkčního období. Jednou z možností je proces impeachment vyvolaný státním parlamentem. Druhou pak odvolání soudce státní soudnickou radou. Některé státy umožňují odvolání soudců pomocí odvolacích voleb, rozhodnutím soudu, odvolání guvernérem se souhlasem parlamentu nebo hlasováním absolutní většinou v obou komorách parlamentu.

### Lidové iniciativy a referenda

Přímá demokracie dle států

Většina států (27) a hlavní město Washington, D. C. umožňuje občanům využít některou formu přímé demokracie. Obecně mají ve své legislativě zakomponováno více prvků přímé demokracie státy západně od řeky Mississippi, zatímco státy východně od ní, které jich umožňují spíše minimum. K prvkům přímé demokracie patří referendum, lidová iniciativa zákonů a ústavních dodatků, tak jejich schvalování (angl. legislative referral, legislative referendum). V případě aplikace lidového hlasování je běžně vyžadované kvórum sesbíraných podpisů, které se liší dle států. Pouze stát Nevada navíc dává občanům možnost vyvolat referendum o zakotvení aktuálního znění již existujícího zákona, který v případě schválení v referendu nemůže být změněn jinak než opět referendem (angl. statute affirmation). Přijetí nebo zamítnutí dodatku státní ústavy je jediná forma přímé demokracie, kterou umožňují všechny státy, kromě Delaware. Ze všech států pouze občané Delaware nemají možnost schválit přijetí ústavního dodatku referendem (o přijetí běžného zákona naopak hlasovat mohou, což je jediný prvek přímé demokracie v Delaware).
| Stát             | zákonodárná iniciativa | iniciativa ústavního dodatku | referendum | schválení | schválení         |
| Stát             | zákonodárná iniciativa | iniciativa ústavního dodatku | referendum | zákona    | ústavního dodatku |
| ---------------- | ---------------------- | ---------------------------- | ---------- | --------- | ----------------- |
| Alabama          | NE                     | NE                           | NE         | NE        | ANO               |
| Aljaška          | Nepřímá                | NE                           | ANO        | NE        | ANO               |
| Arizona          | Přímá                  | Přímá                        | ANO        | ANO       | ANO               |
| Arkansas         | Přímá                  | Přímá                        | ANO        | ANO       | ANO               |
| Colorado         | Přímá                  | Přímá                        | ANO        | ANO       | ANO               |
| Connecticut      | NE                     | NE                           | NE         | NE        | ANO               |
| Severní Dakota   | Přímá                  | Přímá                        | ANO        | ANO       | ANO               |
| Jižní Dakota     | Přímá                  | Přímá                        | ANO        | ANO       | ANO               |
| Delaware         | NE                     | NE                           | NE         | ANO       | NE                |
| Florida          | NE                     | Přímá                        | NE         | NE        | ANO               |
| Georgie          | NE                     | NE                           | NE         | NE        | ANO               |
| Havaj            | NE                     | NE                           | NE         | NE        | ANO               |
| Idaho            | Přímá                  | NE                           | ANO        | NE        | ANO               |
| Illinois         | NE                     | Přímá                        | NE         | ANO       | ANO               |
| Indiana          | NE                     | NE                           | NE         | NE        | ANO               |
| Iowa             | NE                     | NE                           | NE         | NE        | ANO               |
| Kalifornie       | Přímá                  | Přímá                        | ANO        | ANO       | ANO               |
| Kansas           | NE                     | NE                           | NE         | ANO       | ANO               |
| Severní Karolína | NE                     | NE                           | NE         | NE        | ANO               |
| Jižní Karolína   | NE                     | NE                           | NE         | NE        | ANO               |
| Kentucky         | NE                     | NE                           | NE         | ANO       | ANO               |
| Louisiana        | NE                     | NE                           | NE         | NE        | ANO               |
| Maine            | Nepřímá                | NE                           | ANO        | ANO       | ANO               |
| Maryland         | NE                     | NE                           | ANO        | ANO       | ANO               |
| Massachusetts    | Nepřímá                | Nepřímá                      | ANO        | ANO       | ANO               |
| Michigan         | Nepřímá                | Přímá                        | ANO        | ANO       | ANO               |
| Minnesota        | NE                     | NE                           | NE         | NE        | ANO               |
| Mississippi      | NE                     | Nepřímá                      | NE         | NE        | ANO               |
| Missouri         | Přímá                  | Přímá                        | ANO        | ANO       | ANO               |
| Montana          | Přímá                  | Přímá                        | ANO        | ANO       | ANO               |
| Nebraska         | Přímá                  | Přímá                        | ANO        | ANO       | ANO               |
| Nevada           | Nepřímá                | Přímá                        | ANO        | ANO       | ANO               |
| New Hampshire    | NE                     | NE                           | NE         | NE        | ANO               |
| New Jersey       | NE                     | NE                           | NE         | NE        | ANO               |
| Nové Mexiko      | NE                     | NE                           | ANO        | ANO       | ANO               |
| New York         | NE                     | NE                           | NE         | NE        | ANO               |
| Ohio             | Nepřímá                | Přímá                        | ANO        | ANO       | ANO               |
| Oklahoma         | Přímá                  | Přímá                        | ANO        | ANO       | ANO               |
| Oregon           | Přímá                  | Přímá                        | ANO        | ANO       | ANO               |
| Pensylvánie      | NE                     | NE                           | NE         | NE        | ANO               |
| Rhode Island     | NE                     | NE                           | NE         | NE        | ANO               |
| Tennessee        | NE                     | NE                           | NE         | NE        | ANO               |
| Texas            | NE                     | NE                           | NE         | NE        | ANO               |
| Utah             | Nepřímá                | NE                           | ANO        | ANO       | ANO               |
| Vermont          | NE                     | NE                           | NE         | NE        | ANO               |
| Virginie         | NE                     | NE                           | NE         | NE        | ANO               |
| Západní Virginie | NE                     | NE                           | NE         | NE        | ANO               |
| Washington       | obojí                  | NE                           | ANO        | ANO       | ANO               |
| Wisconsin        | NE                     | NE                           | NE         | NE        | ANO               |
| Wyoming          | Nepřímá                | NE                           | ANO        | NE        | ANO               |

## Volby na místní úrovni
Na místní úrovni (okresní nebo městské) běžně dochází k volbě např. starostů, zastupitelů, členů školských rad, okresních šerifů a dalších představitelů okresu a v některých oblastech také smírčích soudců.